# Zwarte havik
De zwarte havik (Astur melanoleucus) is een roofvogel uit de familie van de havikachtigen (Accipitridae). Het is de grootste Afrikaanse soort uit dit geslacht.

## Leefwijze
Hij jaagt vaak op duiven in landbouwgebieden en dorpen.

## Verspreiding en leefgebied
De zwarte havik leeft in bossen en savannes ten zuiden van de Sahara in Afrika, en broedt in grote bomen.
De soort telt twee ondersoorten:
- Astur m. temminckii: van Liberia tot noordelijk Angola.
- A. m. melanoleucus: van Soedan en Ethiopië via oostelijk Afrika tot Zuid-Afrika.